# کیمبرلی گارنر
کیمبرلی گارنر (به انگلیسی: Kimberley Garner) متولد ۴ فوریه ۱۹۹۱ یک طراح لباس شنای انگلیسی، مجری و بازیگر تلویزیون است که مردم او را برای بازی در برنامه تلویزیونی ساخت چلسی می‌شناسند.

## اوایل زندگی
کیمبرلی گارنر در سال ۱۹۹۱ متولد شد، او دختر راسل گارنر، توسعه دهنده املاک و جرالدین گارنر است و یک برادر به نام کریستوفر گارنر و یک خواهر به نام فی دی پلت دارد. او در مدرسه سنت جورج آسکوت تحصیل کرد.